# Comuna Kostiuhnivka, Manevîci
Kostiuhnivka (în ucraineană Костюхнівка) este o comună în raionul Manevîci, regiunea Volînia, Ucraina, formată din satele Kolodii, Kostiuhnivka (reședința) și Vovciîțk.

## Demografie
Componența lingvistică a satului Kostiuhnivka
     Ucraineană (99,78%)
     Alte limbi (0,15%)
Conform recensământului din 2001, majoritatea populației satului Kostiuhnivka era vorbitoare de ucraineană (99,78%), existând în minoritate și vorbitori de alte limbi.